# 椿が丘
椿が丘（つばきがおか）は、大分県大分市の地名。現行行政地名は椿が丘一丁目及び椿が丘二丁目。住居表示実施済区域。

## 地理
大分市の稙田地区に属し、東に上宗方南、南東に雄城台中央、南に萌葱台、西に小野鶴、北に上宗方と接している。

## 歴史

### 沿革
- 2019年（平成31年）1月12日 - 住居表示を実施に伴い、大字上宗方・大字小野鶴の各一部（通称は椿ケ丘）から、椿が丘一丁目及び椿が丘二丁目を新設[5]。

### 町名の変遷
| 実施後       | 実施年月日                | 実施前（各町名ともその一部、公称のみ） |
| ------------ | ------------------------- | -------------------------------------- |
| 椿が丘一丁目 | 2019年（平成31年）1月12日 | 大字上宗方、大字小野鶴（各一部）       |
| 椿が丘二丁目 | 2019年（平成31年）1月12日 | 大字上宗方（一部）                     |

## 世帯数と人口
2022年（令和4年）3月31日現在（大分市発表）の世帯数と人口は以下の通りである。
| 丁目         | 世帯数  | 人口  |
| ------------ | ------- | ----- |
| 椿が丘一丁目 | 137世帯 | 288人 |
| 椿が丘二丁目 | 181世帯 | 379人 |
| 計           | 318世帯 | 667人 |

### 人口の変遷
国勢調査による人口の推移。
| 2020年（令和2年） | 674人 | [ 6 ] |  |

### 世帯数の変遷
国勢調査による世帯数の推移。
| 2020年（令和2年） | 260世帯 | [ 6 ] |  |

## 学区
市立小・中学校に通う場合、学区は以下の通りとなる（2022年4月時点）。
| 丁目         | 番・番地等 | 小学校             | 中学校             |
| ------------ | ---------- | ------------------ | ------------------ |
| 椿が丘一丁目 | 全域       | 大分市立宗方小学校 | 大分市立稙田中学校 |
| 椿が丘二丁目 | 全域       | 大分市立宗方小学校 | 大分市立稙田中学校 |

## その他

### 日本郵便
- 郵便番号 : 870-1166[2]（集配局 : 大分南郵便局[8]）。